# Деніел Гібсон
Деніел Хірам Гібсон (англ. Daniel Hiram Gibson; нар. 27 лютого 1986, Х'юстон, Техас) — американський професійний баскетболіст. Виступає за клуб НБА «Клівленд Кавальєрз» під 1 номером. Позиція — розігрувач.

## Кар'єра в НБА
Гібсон був обраний на драфті 2006 під 42 номером «Кавальєрз». У дебютному сезоні Гібсон посів перше місце серед новачків НБА за процентом реалізації триочкових кидків.
У сезоні 2007-08 Гібсон виходив на майданчик у 58 іграх. Це число могло б бути більшим, але Деніел пропустив 18 ігор у лютому та березні через травму. У цьому сезоні Гібсон взяв участь у грі новачків НБА і був визнаний її найціннішим гравцем. Також Гібсон взяв участь у конкурсі триочкових кидків, в якому посів друге місце.
26 листопада 2008 року Гібсон записав у свій актив тисячне очко за кар'єру.

### Статистика кар'єри в НБА

#### Регулярний сезон
| Сезон   | Команда            | GP  | GS | MPG  | FG%  | 3P%  | FT%  | RPG | APG | SPG | BPG | PPG  |
| ------- | ------------------ | --- | -- | ---- | ---- | ---- | ---- | --- | --- | --- | --- | ---- |
| 2006–07 | Клівленд Кавальєрс | 60  | 16 | 16.5 | .424 | .419 | .718 | 1.5 | 1.2 | .4  | .1  | 4.6  |
| 2007–08 | Клівленд Кавальєрс | 58  | 26 | 30.4 | .432 | .440 | .810 | 2.3 | 2.5 | .8  | .2  | 10.4 |
| 2008–09 | Клівленд Кавальєрс | 75  | 0  | 23.9 | .391 | .382 | .767 | 2.1 | 1.8 | .6  | .2  | 7.8  |
| 2009–10 | Клівленд Кавальєрс | 56  | 10 | 19.1 | .466 | .477 | .694 | 1.3 | 1.3 | .4  | .1  | 6.3  |
| 2010–11 | Клівленд Кавальєрс | 67  | 15 | 27.8 | .400 | .403 | .822 | 2.6 | 3.0 | .7  | .3  | 11.6 |
| 2011–12 | Клівленд Кавальєрс | 35  | 7  | 26.2 | .351 | .396 | .791 | 2.9 | 2.2 | .7  | .5  | 7.5  |
| 2012–13 | Клівленд Кавальєрс | 46  | 3  | 20.0 | .340 | .344 | .703 | 1.3 | 1.8 | .7  | .1  | 5.4  |
| Кар'єра |                    | 397 | 77 | 23.5 | .402 | .407 | .780 | 2.0 | 2.0 | .6  | .2  | 7.8  |

#### Плей-оф
| Сезон   | Команда            | GP | GS | MPG  | FG%  | 3P%  | FT%   | RPG | APG | SPG | BPG | PPG |
| ------- | ------------------ | -- | -- | ---- | ---- | ---- | ----- | --- | --- | --- | --- | --- |
| 2007    | Клівленд Кавальєрс | 20 | 2  | 20.1 | .431 | .409 | .884  | 1.6 | 1.1 | .6  | .2  | 8.3 |
| 2008    | Клівленд Кавальєрс | 11 | 0  | 25.8 | .449 | .452 | .714  | 1.7 | 2.5 | .6  | .2  | 9.0 |
| 2009    | Клівленд Кавальєрс | 14 | 0  | 12.3 | .325 | .357 | 1.000 | .5  | .4  | .1  | .2  | 3.4 |
| 2010    | Клівленд Кавальєрс | 5  | 0  | 4.6  | .286 | .250 | 1.000 | .6  | .2  | .0  | .0  | 1.4 |
| Кар'єра |                    | 50 | 2  | 17.6 | .415 | .407 | .871  | 1.2 | 1.1 | .4  | .2  | 6.4 |